# Tiszaszentmiklós

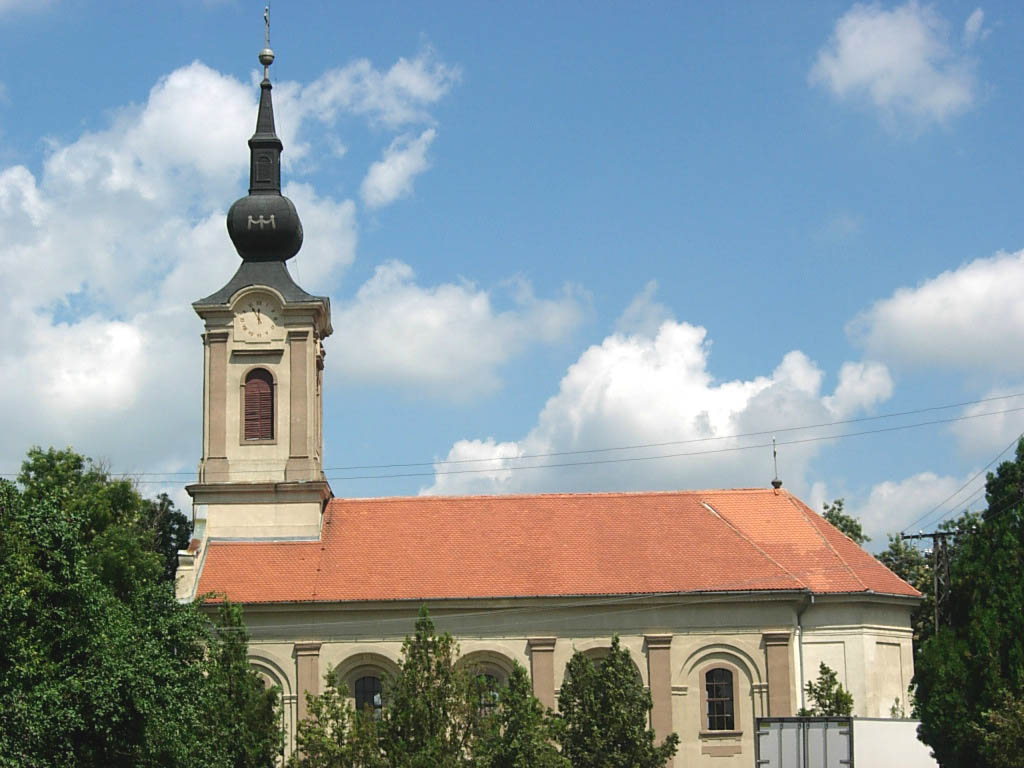
A görögkeleti templom

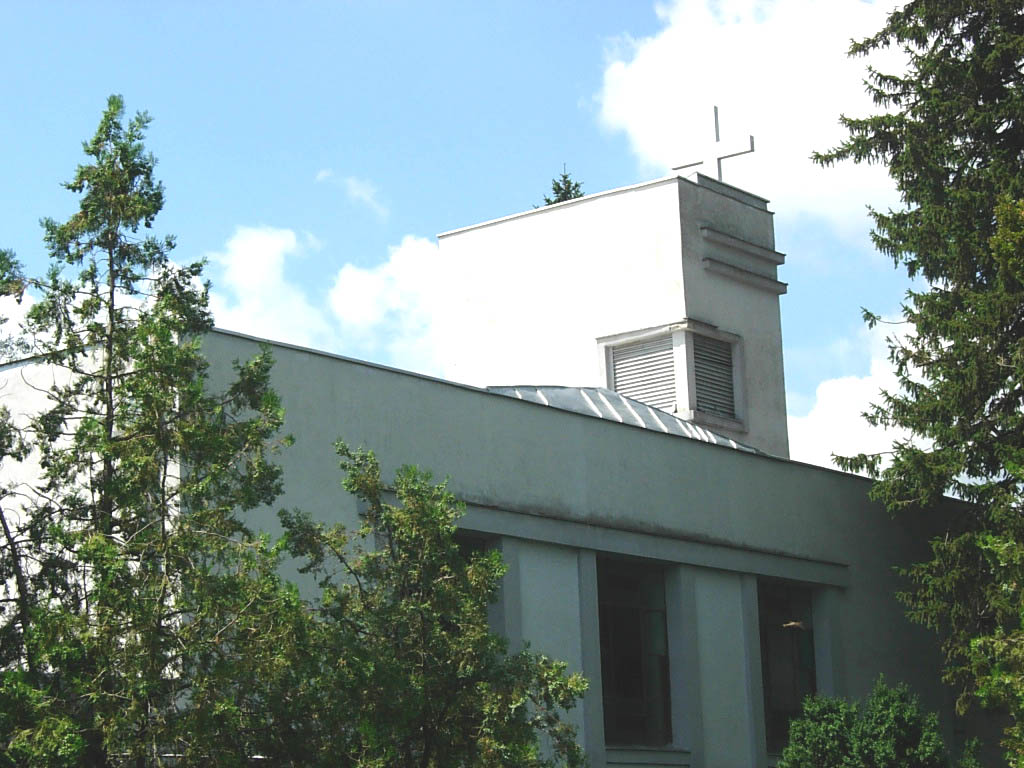
Az evangélikus templom

Tiszaszentmiklós (szerbül Остојићево / Ostojićevo, németül Sankt Nikolaus an der Theiß) település Szerbiában, a Vajdaságban, az Észak-bánsági körzetben, Csóka községben.

## Fekvése
Nagykikindától északnyugatra, Zentától délkeletre, Csóka, Hódegyháza és Padé közt fekvő település.

## Nevének eredete
Mai szerb nevét a Jugoszláv Királyság ideje alatt kapta Tihomir Ostojić irodalmárról, a falu szülöttjéről.

## Története
Tiszaszentmiklós nevét már 1280-ban említették az oklevelek. A középkorban neve Rasán-Szent-Miklós volt. A település a Csanád nemzetség tagjainak ősi birtoka volt.
1280-ban a kunok kifosztották és felégették. Ekkor pusztultak el Pongrácz fiának, Tamás ispánnak az iratai is, ezért 1285. április 26-án IV. László király állított ki részére új adománylevelet.
1337-ben a település halastó felőli része a Telegdyeknek, a mezőség felőli része pedig a Makófalviaknak jutott.
1360-ban Telegdy Tamás kalocsai érsek és öccse Kelemen kapta meg a falut.
1475-ben özvegy Zombori Telegdy Tamásnénak is volt itt birtokrésze. 1514-ben Telegdy Gábor az ő részét a budai káptalannak adta el.
A török hódoltság alatt lakossága megritkult, 1557-1558-ban csak tíz szerb lakost számoltak itt össze. Ekkortájt Zombori Telegdy László és György hűtlenségbe miatt, I. Ferdinánd birtokukat elkobozta, és volt birtokrészüket 1558. október 9-én Bélavári Jánosnak és Telegdy Gáspárnak adományozta, majd 1561-ben Telegdy Mihály részét Kerecsényi László kapta meg, Makó László részét 1564-ben János Zsigmond fejedelem Varkocs Tamásnak adományozta, ezt az adományozást azonban a királyi adórovó nem vette tudomásul.
1582-ben a településen már csak öt szerb juhász lakott. 1653-ban Bélteki Pál és Olasz Pál kaptak rá nádori adományt.
1717-ben már 30 házból állott, és ekkor a csanádi kerületbe osztották be.
1779-ben Kis-Szent-Miklós néven Torontál vármegyéhez tartozott.
1781-ben Bogyó Mihály birtoka volt, akitől 1797-ben Jettin József nevű török vette meg, aki itt magának házat is építtetett. 1797. után német lakosság is költözött ide.
1811-ben Jettin József örökösök nélkül halt el, és ekkor a község a kincstárra szállt vissza.
1816-ban József nádor vette meg a kincstártól, 1831. után magyarok költöztek ide.
1910-ben 3530 lakosából 1376 magyar, 539 német és 1354 szerb volt. Ebből 1688 római katolikus, 385 evangélikus, 1363 görögkeleti ortodox volt.
A trianoni békeszerződés előtt Torontál vármegye Törökkanizsai járásához tartozott.

### Razsán
Tiszaszentmiklóstól délre feküdt a középkorban Razsán falu, mely a Csanád nemzetség ősi birtokai közé tartozott.
Razsán az 1552. évi hadjárat alatt teljesen elpusztult.
Razsán falunak a középkorban már plébániája is volt, melyet az 1334. évi pápai tizedjegyékben is megemlékeztek.

### Egyházas-kér
Egyházas-kér a középkorban a Kérabara nevű mocsár helyén feküdt, és ugyancsak a Csanád nemzetség birtokai közé tartozott. Tamás ispán itt építette fel nemesi kúriáját és innen gondozta uradalmát is.
Egyházas-kér templomát már az Árpád-korban (1247-ben) említették az oklevelek. A falut 1280-ban a kunok égették fel, de 1337-ben már ismét fennállt.
Itt született a Csanád nemzetség legnagyobb alakja: Csanád esztergomi érsek is.

### Temerkény
A mai Tiszaszentmiklós és Csóka települések között feküdt egykor Temerkény falu is, mely szintén a Csanád nemzetségé volt és valószínűleg Bali bég 1529. évi rabló hadjárata alatt pusztult el.

## Népesség

### Demográfiai változások
| 1948 | 1953 | 1961 | 1971 | 1981 | 1991 | 2002 | 2011 |
| ---- | ---- | ---- | ---- | ---- | ---- | ---- | ---- |
| 4105 | 4265 | 4024 | 3678 | 3395 | 3040 | 2844 | 2324 |

## Nevezetességek
- Római katolikus temploma - 1907-ben épült
- Görögkeleti temploma - 1822-ben épült